# Championnat du Liberia de football 1992
Navigation
Edition suivante
La saison 1992 du Championnat du Liberia de football est la 22e édition du championnat de première division liberien. Les seize clubs engagés sont répartis en quatre groupes de quatre équipes où ils s'affrontent à deux reprises, à domicile et à l'extérieur. Les deux premiers de chaque groupe participent ensuite à la phase finale, jouée sous forme de poule unique où ils se rencontrent une fois.
C'est le tenant du titre, LPRC Oilers qui remporte à nouveau la compétition cette saison après avoir terminé en tête du classement final, avec un seul point d'avance sur FDA-Foresters FC et deux sur Invincible Eleven. C'est le second titre de champion du Liberia de l'histoire du club.

## Participants
- Black Star FC
- Coca-Cola Marine FC
- Enforcers FC
- Saint-Joseph's Warriors FC
- LPRC Oilers
- Cedar United
- Defence Invaders FC
- Invincible Eleven
- Fulani FC
- NPA Anchors
- LPMC-Planters FC
- Sparrow FC
- FDA-Foresters FC
- Mighty Barrolle
- Young Eagles FC
- Bame FC

## Compétition
Le classement est établi sur le barème de points classique (victoire à 3 points, match nul à 1, défaite à 0). Pour départager les égalités, on tient d'abord compte de la différence de buts générale, puis du nombre de buts marqués, puis des confrontations directes.

### Première phase
| Rang | Équipe                  | Pts | J | G | N | P | Bp | Bc | Diff |
| ---- | ----------------------- | --- | - | - | - | - | -- | -- | ---- |
| 1    | Black Star FC           | 9   | 4 | 3 | 0 | 1 | 7  | 5  | +2   |
| 2    | LPRC OilersT            | 7   | 4 | 2 | 1 | 1 | 8  | 3  | +5   |
| 3    | Bame FC                 | 1   | 4 | 0 | 1 | 3 | 2  | 9  | -7   |
| 4    | Young Eagles FC forfait |     |   |   |   |   |    |    |      |

| Rang | Équipe              | Pts | J | G | N | P | Bp | Bc | Diff |
| ---- | ------------------- | --- | - | - | - | - | -- | -- | ---- |
| 1    | Invincible Eleven   | 16  | 6 | 5 | 1 | 0 | 10 | 0  | +10  |
| 2    | FDA-Foresters FC    | 8   | 6 | 2 | 2 | 2 | 4  | 4  | 0    |
| 3    | Enforcers FC        | 4   | 6 | 1 | 1 | 4 | 6  | 10 | -4   |
| 4    | Coca-Cola Marine FC | 4   | 6 | 0 | 4 | 2 | 3  | 9  | -6   |

| Rang | Équipe                     | Pts | J | G | N | P | Bp | Bc | Diff |
| ---- | -------------------------- | --- | - | - | - | - | -- | -- | ---- |
| 1    | Saint-Joseph's Warriors FC | 14  | 6 | 4 | 2 | 0 | 11 | 4  | +7   |
| 2    | Fulani FC                  | 8   | 6 | 2 | 2 | 2 | 8  | 5  | +3   |
| 3    | Defence Invaders FC        | 8   | 6 | 2 | 2 | 2 | 6  | 10 | -4   |
| 4    | Cedar United               | 3   | 6 | 1 | 0 | 5 | 4  | 10 | -6   |

| Rang | Équipe             | Pts | J | G | N | P | Bp | Bc | Diff |
| ---- | ------------------ | --- | - | - | - | - | -- | -- | ---- |
| 1    | NPA Anchors        | 6   | 4 | 1 | 3 | 0 | 3  | 2  | +1   |
| 2    | Mighty Barrolle    | 5   | 4 | 1 | 2 | 1 | 6  | 4  | +2   |
| 3    | LPMC-Planters FC   | 4   | 4 | 1 | 1 | 2 | 2  | 5  | -3   |
| 4    | Sparrow FC forfait |     |   |   |   |   |    |    |      |

#### Poule finale
| Rang | Équipe                     | Pts | J | G | N | P | Bp | Bc | Diff |
| ---- | -------------------------- | --- | - | - | - | - | -- | -- | ---- |
| 1    | LPRC OilersT               | 12  | 7 | 3 | 3 | 1 | 7  | 4  | +3   |
| 2    | FDA-Foresters FC           | 11  | 7 | 2 | 5 | 0 | 10 | 6  | +4   |
| 3    | Invincible Eleven          | 10  | 7 | 2 | 4 | 1 | 11 | 6  | +5   |
| 4    | NPA AnchorsC               | 9   | 7 | 2 | 3 | 2 | 5  | 5  | 0    |
| 5    | Mighty Barrolle            | 8   | 7 | 1 | 5 | 1 | 8  | 9  | -1   |
| 6    | Black Star FC              | 7   | 7 | 1 | 4 | 2 | 7  | 9  | -2   |
| 7    | Saint-Joseph's Warriors FC | 7   | 7 | 1 | 4 | 2 | 6  | 10 | -4   |
| 8    | Fulani FC                  | 5   | 7 | 1 | 2 | 4 | 5  | 10 | -5   |

|  | Qualification pour la Coupe des clubs champions africains 1993 |
|  | Qualification pour la Coupe des Coupes 1993                    |
|  | Qualification pour la Coupe de la CAF 1993                     |
|  | T : Tenant du titre C : Vainqueur de la Coupe du Liberia       |

## Bilan de la saison
| Championnat du Liberia de football 1992                             |                        |
| Champion                                                            | LPRC Oilers (2e titre) |
| Coupes et trophées                                                  |                        |
| Vainqueur de la Coupe du Liberia 1992                               | NPA Anchors            |
| Qualifications continentales                                        |                        |
| Coupe des clubs champions africains 1993                            | LPRC Oilers            |
| Coupe des Coupes 1993                                               | NPA Anchors            |
| Coupe de la CAF 1993                                                | FDA-Foresters FC       |
| Promotions et relégations                                           |                        |
| Promus en First Division                                            | Inconnus               |
| Relégués en Championnat du Liberia de football de deuxième division | Inconnus               |